# José María González Santos
González  Santos est un nom espagnol. Le premier nom de famille, en général paternel, est González ; le second, en général maternel, souvent omis, est Santos.
José María González Santos, aussi connu sous le surnom de Kichi, né le 22 septembre 1975 à Rotterdam, est un homme politique espagnol membre de Podemos. Il est maire de Cadix de 2015 à 2023.

## Biographie
José María González nait le 22 septembre 1975 à Rotterdam, au sein d'une famille émigrante espagnole. Quatre ans plus tard, sa famille revient en Espagne et s'établit à Cadix.
Il entretient une relation avec Teresa Rodríguez, députée au Parlement d'Andalousie. Le couple est surnommé « les Clinton de Cadix ».

### Formation et vie professionnelle
Étudiant de l'université de Cadix, il est titulaire d'une licence en histoire et géographie. Il est professeur.

### Maire de Cadix

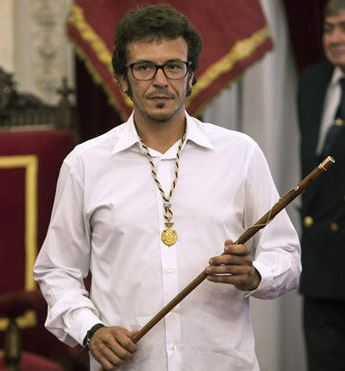
José María González Santos élu maire de Cadix le 13 juin 2015.

Il est désigné candidat à la mairie de Cadix par Por Cádiz si se puede, marque blanche de Podemos, après avoir remporté les primaires le 27 mars 2015.
Lors des élections du 24 mai 2015, la liste qu'il conduit arrive seconde avec 27,98 % des voix et obtient huit sièges de conseillers derrière celle du Parti populaire de Teófila Martínez (avec 33,68 % des voix et dix conseillers). Il est élu maire le 13 juin par 15 voix pour et 12 contre grâce à un accord avec l'ensemble des forces de gauche de la corporation municipale (PSOE et Ganemos Cádiz) et mettant ainsi fin à vingt ans de gestion du Parti populaire.
À son arrivée au pouvoir, il retire de son bureau un crucifix et remplace le portrait de l'ex roi Juan Carlos par celui de Fermín Salvochea, maire anarchiste de Cadix en 1873. Parmi ses premières mesures, il baisse les salaires des conseillers municipaux et divise le sien par trois. Contrairement à sa prédécesseure, il renonce à avoir des gardes du corps et une voiture de fonction. Il diminue aussi les subventions municipales à la presse.
Critiqué pour sa gestion de la ville par l'opposition menée par le PP, les séances plénières du conseil municipal de Cadix sont souvent très animées et l'objet de propos houleux entre le maire et l'opposition.
En 2017, un approvisionnement minimum en électricité est institué pour les foyers les plus démunis.
Il est de nouveau candidat lors des élections municipales du 26 mai 2019 à la tête de la liste Adelante Cádiz qui obtient 13 sièges sur 27. Le 15 juin suivant, il est réélu maire en obtenant les 13 voix des élus de sa formation.
En novembre 2022, il annonce qu'il ne sera pas candidat à un troisième mandat en 2023.
Le Parti populaire conduit par Bruno García remporte la majorité absolue aux élections municipales de 2023 à Cadix, ce qui met fin à huit ans de mandats de gauche radicale.

## Décoration
- Médaille de la confrérie du Nazaréen (depuis le XIXe siècle, Jésus est considéré comme « maire perpétuel » de Cadix[1]).